# Interferon beta-1a

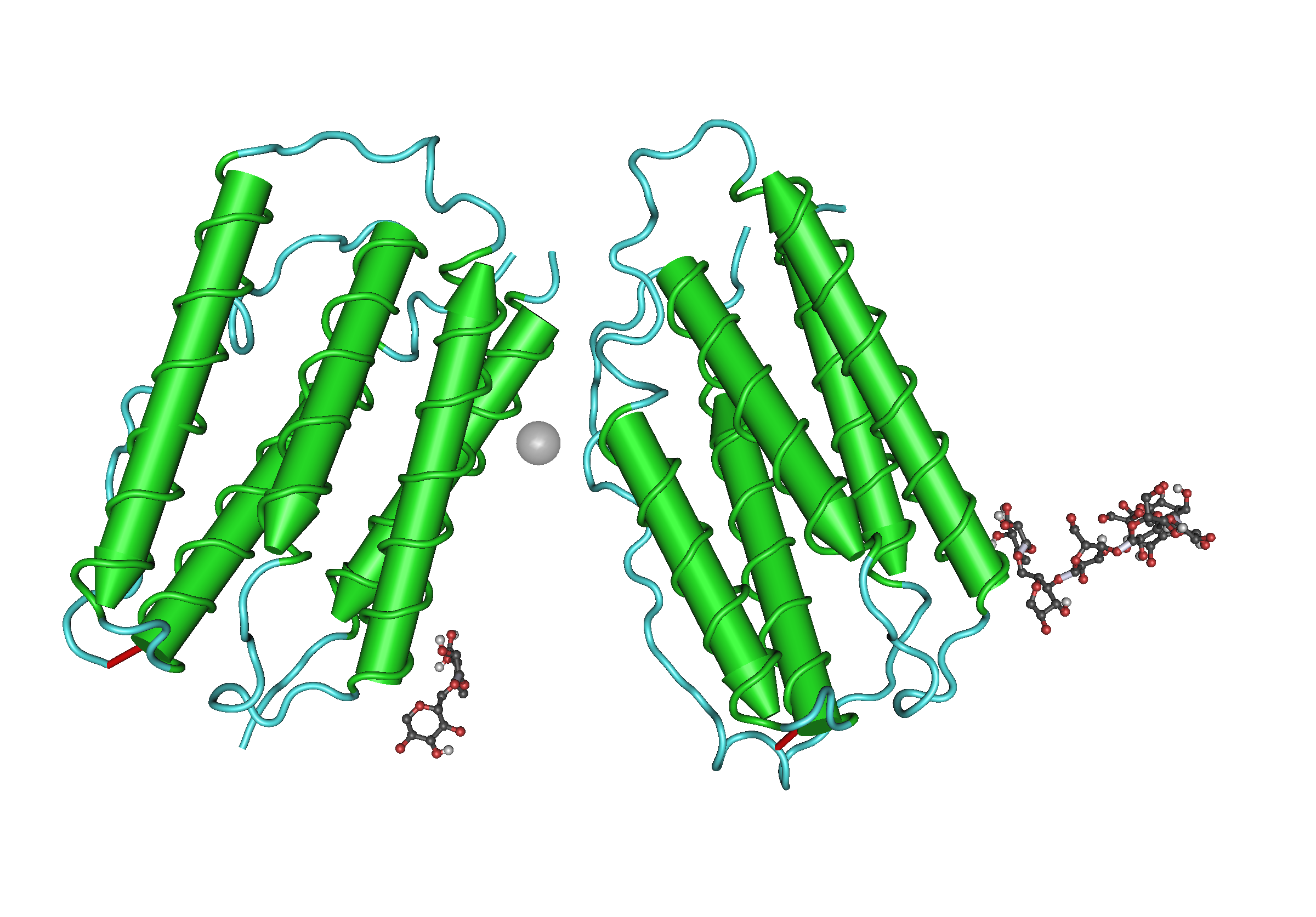
Interferon beta-1a

Interferon beta-1a (prodávaný pod obchodními názvy Avonex, CinnoVex, ReciGen a Rebif) je lék ze skupiny interferonů, který se používá k léčbě roztroušené sklerózy (RS). Je produkován savčími buňkami, zatímco interferon beta-1b je produkován modifikovanými bakteriemi Escherichia coli. U interferonů bylo prokázáno, že u pacientů s RS snižují o 18–38 % míru relapsů, a že zpomalují progresi invalidity. Nejedná se o lék, který vyléčí RS, ale u pacientů, kteří začnou brát interferon v počátcích onemocnění může pozitivně ovlivnit průběh nemoci.